# Падасйоки
Па́дасйоки (фин. Padasjoki) — община в провинции Пяйят-Хяме, губерния Южная Финляндия, Финляндия. Общая площадь территории — 729,87 км², из которых 206,68 км² — вода.

## Демография
На 31 января 2011 года в общине Падасйоки проживают 3417 человек: 1720 мужчин и 1697 женщин.
Финский язык является родным для 98,42% жителей, шведский — для 0,32%. Прочие языки являются родными для 1,26% жителей общины.
Возрастной состав населения:
- до 14 лет — 12,67%
- от 15 до 64 лет — 58,21%
- от 65 лет — 29,29%

Изменение численности населения по годам:
| Год  | Численность |
| ---- | ----------- |
| 1980 | 4613        |
| 1990 | 4400        |
| 2000 | 3879        |
| 2010 | 3423        |
| 2011 | 3417        |